# Centropogon ferrugineus
Centropogon ferrugineus là loài thực vật có hoa trong họ Hoa chuông. Loài này được (L.f.) Gleason mô tả khoa học đầu tiên năm 1925.